# Airou
Der Airou ist ein Fluss in Frankreich, der im Département Manche in der Region Normandie verläuft. Er entspringt im Gemeindegebiet von La Trinité, entwässert generell Richtung Nordwest und mündet nach rund 30 Kilometern im Gemeindegebiet von Ver als linker Nebenfluss in die Sienne.
In seinem Oberlauf mündet bei Rouffigny von rechts ein etwa sechs Kilometer langer Bach ein, der ebenfalls den Namen Airou trägt.

## Orte am Fluss
(Reihenfolge in Fließrichtung)
- Rouffigny, Gemeinde Villedieu-les-Poêles-Rouffigny
- Bourguenolles
- La Lande-d’Airou
- Le Tanu
- Beauchamps
- Le Mesnil-Rogues, Gemeinde Gavray-sur-Sienne
- Ver

## Sehenswürdigkeiten
- Das Einzugsgebiet des Flusses ist als Natura 2000-Schutzgebiet unter Code FR2500113 registriert.